# شاكر جابر
شاكر جابر (1 يناير 1958)، ممثل أردني 

## عن حياته
له أعمال درامية بدوية متنوعة. عضو نقابة (رابطة) الفنانين الأردنيين.شارك عدد من أعمال المسرحية مسرحية «العريس» مسرحية «مين فينا المجنون» مسرحية «القهوجي» مسرحية «هاي أميركا» مسرحية «عرس الأعراس» مسلسل «الزمن المر» مسلسل «أيام عصيبة» مسلسل «الليل الطويل» مسلسل «زهرة» مسلسل «نهيل» مسلسل «بقايا رماد» مسلسل «نيران البوادي» مسلسل «مهاجي الأجاويد»

## من أعماله

### المسلسلات
- نوف
- حنايا الغيث
- دوائر حب
- توأم روحي
- الحبيب الأولي
- بوابة القدس
- مهاجي الاجاويد
- أبو جعفر المنصور
- عليوة والأيام

### المسرحيات
- العريس
- مين فينا المجنون
- القهوجي
- هاي أميركا

## روابط خارجية
- شاكر جابر على موقع قاعدة بيانات الأفلام العربية